# Major League Baseball 1911

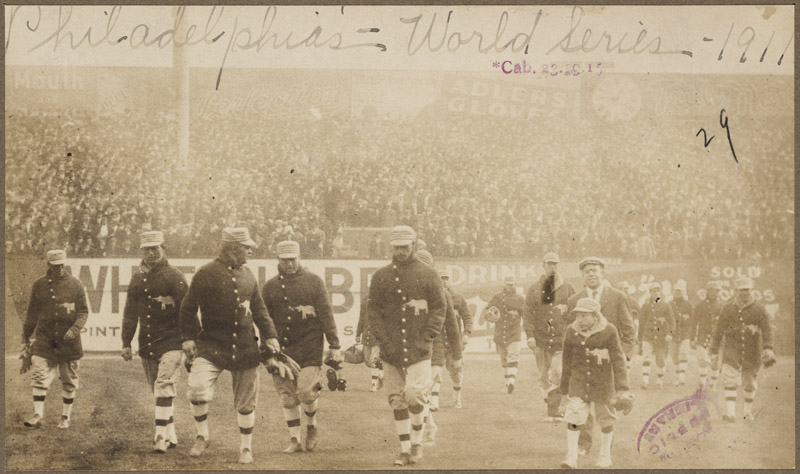
I Philadelphia Athletics vincitori delle World Series 1911

Le World Series 1911 si giocarono tra il 14 e il 26 ottobre e furono vinte dai Philadelphia Athletics per 4 gare a 2 sui New York Giants. Gli Athletics conquistarono il loro secondo titolo consecutivo.

## Stagione regolare

### American League
| # | Squadra                | Vittorie | Sconfitte | Perc. | Diff. |
| - | ---------------------- | -------- | --------- | ----- | ----- |
| 1 | Philadelphia Athletics | 101      | 50        | .669  | -     |
| 2 | Detroit Tigers         | 89       | 65        | .578  | 13.5  |
| 3 | Cleveland Naps         | 80       | 73        | .523  | 22.0  |
| 4 | Boston Red Sox         | 78       | 75        | .510  | 24.0  |
| 5 | Chicago White Sox      | 77       | 74        | .510  | 24.0  |
| 6 | New York Highlanders   | 76       | 76        | .500  | 25.5  |
| 7 | Washington Senators    | 64       | 90        | .416  | 38.5  |
| 8 | St. Louis Brown        | 45       | 107       | .296  | 56.5  |

### National League
| # | Squadra               | Vittorie | Sconfitte | Perc. | Diff. |
| - | --------------------- | -------- | --------- | ----- | ----- |
| 1 | New York Giants       | 99       | 54        | .647  | -     |
| 2 | Chicago Cubs          | 92       | 62        | .597  | 7.5   |
| 3 | Pittsburgh Pirates    | 85       | 69        | .552  | 14.5  |
| 4 | Philadelphia Phillies | 79       | 73        | .520  | 19.5  |
| 5 | St. Louis Cardinals   | 75       | 74        | .503  | 22.0  |
| 6 | Cincinnati Reds       | 70       | 83        | .458  | 29.0  |
| 7 | Brooklyn Dodgers      | 64       | 86        | .427  | 33.5  |
| 8 | Boston Rustlers       | 44       | 107       | .291  | 54.0  |

### Record Individuali

#### American League
| Stat. | Giocatore   | Squadra                | Totale |
| ----- | ----------- | ---------------------- | ------ |
| AVG   | Ty Cobb     | Detroit Tigers         | .420   |
| HR    | Frank Baker | Philadelphia Athletics | 11     |
| RBI   | Ty Cobb     | Detroit Tigers         | 127    |
| R     | Ty Cobb     | Detroit Tigers         | 147    |
| H     | Ty Cobb     | Detroit Tigers         | 248    |
| SB    | Ty Cobb     | Detroit Tigers         | 83     |

| Stat. | Giocatore    | Squadra                | Totale |
| ----- | ------------ | ---------------------- | ------ |
| W     | Jack Coombs  | Philadelphia Athletics | 28     |
| L     | Jack Powell  | St. Louis Browns       | 19     |
| ERA   | Vean Gregg   | Cleveland Indians      | 1.80   |
| K     | Ed Walsh     | Chicago White Sox      | 255    |
| IP    | Ed Walsh     | Chicago White Sox      | 368⅔   |
| SV    | Eddie Plank  | Philadelphia Athletics | 4      |
| SV    | Charley Hall | Boston Red Sox         | 4      |
| SV    | Ed Walsh     | Chicago White Sox      | 4      |

#### National League
| Stat. | Giocatore      | Squadra            | Totale |
| ----- | -------------- | ------------------ | ------ |
| AVG   | Honus Wagner   | Pittsburgh Pirates | .334   |
| HR    | Frank Schulte  | Chicago Cubs       | 21     |
| RBI   | Chief Wilson   | Pittsburgh Pirates | 107    |
| RBI   | Frank Schulte  | Chicago Cubs       | 107    |
| R     | Jimmy Sheckard | Chicago Cubs       | 121    |
| H     | Doc Miller     | Boston Rustlers    | 192    |
| SB    | Bob Bescher    | Cincinnati Reds    | 81     |

| Stat. | Giocatore         | Squadra               | Totale |
| ----- | ----------------- | --------------------- | ------ |
| W     | Pete Alexander    | Philadelphia Phillies | 28     |
| L     | Earl Moore        | Philadelphia Phillies | 19     |
| L     | Bill Steele       | St. Louis Cardinals   | 19     |
| ERA   | Christy Mathewson | New York Giants       | 1.99   |
| K     | Rube Marquard     | New York Giants       | 237    |
| IP    | Pete Alexander    | Philadelphia Phillies | 367    |
| SV    | Mordecai Brown    | Chicago Cubs          | 13     |

## Playoff

### World Series
| Data                                        | Squadra di casa        | Squadra ospite         | Ris.   |
| ------------------------------------------- | ---------------------- | ---------------------- | ------ |
| 14/10                                       | New York Giants        | Philadelphia Athletics | 2 - 1  |
| 16/10                                       | Philadelphia Athletics | New York Giants        | 3 - 1  |
| 17/10                                       | New York Giants        | Philadelphia Athletics | 2 - 3  |
| 24/10                                       | Philadelphia Athletics | New York Giants        | 4 - 2  |
| 25/10                                       | New York Giants        | Philadelphia Athletics | 4 - 3  |
| 26/10                                       | Philadelphia Athletics | New York Giants        | 13 - 2 |
| Philadelphia Athletics vincono la serie 4-2 |                        |                        |        |

## Premi
- Miglior giocatore della Stagione

|    | Giocatore     | Squadra        |
| -- | ------------- | -------------- |
| AL | Ty Cobb       | Detroit Tigers |
| NL | Frank Schulte | Chicago Cubs   |